# Alvignac
Alvignac é uma comuna francesa na região administrativa de Occitânia, no departamento de Lot. Estende-se por uma área de 13,05 km². Em 2010 a comuna tinha 731 habitantes (densidade: 56 hab./km²).